# Наука у США
Наука в США є однією з ключових галузей країни. На сьогоднішній день США є світовим науковим лідером з абсолютною перевагою в кількості Нобелівських лауреатів. Станом на 2012 рік, громадянам США було присвоєно 331 Нобелівських премій. А також 15 вчених-математиків з США, були удостоєні нагороди під назвою Медаль Філдса. Найпрестижніша нагорода для математиків, яку вручають лише раз на чотири роки.
США стабільно утримують лідерство в інвестиціях у НДДКР. У 2011 році на долю США припало 34 % світових витрат у даній сфері. Всього було вкладено $405,3 млрд, що становило 2,7 % від ВВП країни.

## XVIII—XIX століття
У перші десятиліття свого існування США були значною мірою ізольовані від Старого світу. Це позначилося і на стані науки в країні в цілому. Порівняно з розвиненою системою європейських університетів і наукових шкіл, північноамериканська наука була на значно більш низькому рівні. Тим не менш, наука в США отримала розвиток вже в перші роки існування країни. Так, два батька-засновника були вченими. Бенджамін Франклін провів серію експериментів з вивчення електричних явищ: серед його досягнень було доказ того, що блискавки є формою передачі електричного струму. Франклін також розробив біфокальні окуляри. Томас Джефферсон, агроном за освітою, привніс в Новий світ різні сорти рису, маслинових і трав. Джефферсон провів аналіз даних, отриманих в результаті експедиції Льюїса і Кларка. У тому числі він систематизував види флори і фауни тихоокеанського північно-заходу.
В кінці XVIII століття багато вчених було втягнуто в боротьбу за незалежність США. Серед цих вчених було астроном Девід Ріттенхаус, дослідник в галузі медицини Бенджамін Раш і натураліст Чарльз Уиллсон Пив. Під час революції Ріттенхаус брав участь у розробці захисних споруд Філадельфії, а також конструював телескопи і навігаційне обладнання для північноамериканських військових. Після війни Ріттенхаус розробляв дорожні і зрошувальні системи в штаті Пенсільванія. Пізніше він повернувся до астрономічними спостереженнями і домігся значних успіхів у цій галузі. Під час революції Бенджамін Раш, будучи військовим хірургом, активно ратував за підтримання гігієни серед солдатів, чим врятував безліч життів. У Філадельфії він заснував зразковий по тим часам госпіталь Пенсильванії. Після закінчення війни Раш заснував першу безкоштовну клініку в країні. Чарльз Уиллсон Пив заснував у Філадельфії Музей Пила, перший музей в США. Пив провів розкопки кісток мастодонта поблизу Вест-Пойнт у штаті Нью-Йорк. На збірку кісток він витратив три місяці, після чого виставив зібраний скелет у своєму музеї.

## Імміграція науковців
Одним з перших вчених-іммігрантів став британський хімік Джозеф Прістлі, вимушений в 1794 році виїхати з країни через своїх опозиційних політичних поглядів. У 1872 році в США з Шотландії іммігрував Александер Белл, розробник першого телефону. В 1884 році в США іммігрував Нікола Тесла розробив там безщіткову електричну машину. Чарльз Штейнмец, який емігрував з Німеччини в 1889 році, вніс істотний внесок в області електротехніки. Володимир Зворикін, який емігрував у 1919 році з Росії, розробив перший кінескоп.
На початку XX століття науковий центр світу зосереджувався в Європі, в основному в Англії та Німеччині. Однак з зростанням впливу профашистських настроїв, велика кількість вчених, в основному єврейського походження, залишали континент і перебиралися в США. Одним з перших став у 1933 році Альберт Ейнштейн. Згодом при його підтримці в США переїхало безліч німецьких фізиків-теоретиків. У 1938 році з Італії емігрував Енріко Фермі, що вніс значний внесок в дослідження ланцюгової ядерної реакції.
До закінчення війни і в перші повоєнні роки США займали лідируюче положення на світовій науковій арені. Цьому значною мірою сприяло те, що індустріальна інфраструктура країни не була порушена військовими діями. Іншим фактором стало широке використання наукових досягнень у війні і ключове значення в період Холодної війни. Це призвело до значної підтримки як фундаментальних, так і прикладних досліджень з боку уряду США. До середини 1950-х років підтримка досягла максимального рівня. Хорошим показником є зміна кількості лауреатів Нобелівської премії в області фізики і хімії. Так, у період до 1950 року північноамериканські вчені складали незначну меншість серед лауреатів, однак співвідношення значно змінилося після 1950 року: більше половини премій було отримано вченими з США.

## Прикладна наука
Незважаючи на значне початкове відставання в області теоретичної науки, у США в XIX столітті активно проводилися прикладні дослідження. Це було викликано віддаленістю США від світових наукових лідерів, які перебувають в Європі, і природною потребою американського суспільства у розвитку власної науки й промисловості. Серед видатних винахідників того часу можна виділити Роберта Фултона, сконструював один з перших пароплавів; Семюеля Морзе, розробив електромагнітний записуючий телеграф і початковий варіант коду, названого його ім'ям; Елі Уітні, розробив фрезерний верстат і коттон-джин; Сайруса Маккорміка, розробив жниварну машину; Томас Алва Едісона, запатентована безліч своїх винаходів; братів Райт, сконструировавших перший літак. Винахід в 1947 році вченими Джоном Бардіним, Вільямом Шоклі і Волтером Браттейном першого транзистора ознаменувало зародження Інформаційної ери.

## Атомна ера
Після того як німецьким фізикам у 1938 році вдалося розщепити ядро урану, деякі вчені припустили, що ланцюгова реакція можлива і може бути здійснена. В листі президентові США Франкліну Рузвельту, написаному Лео Силардом і підписаному Альбертом Ейнштейном, було висловлено застереження про те, що подібний прорив може привести до створення «неймовірно потужних бомб». Цей лист призвів до видання президентського указу про проведення досліджень в області поділу ядра урану. Ці дослідження активно проводилися на початку 1940-х років за підтримки зростаючого кількості іммігрували з охопленої війною Європи колег. Серед іммігрантів були Ганс Бете, Альберт Ейнштейн, Енріко Фермі, Лео Сілард, Едвард Теллер, Фелікс Блох, Еміліо Сегре, Юджин Вігнер і багато інших. Дослідження отримали продовження в програмі «Мангеттенський проєкт», результатом якої стало створення і успішне випробування першої в світі атомної бомби на полігоні в штаті Нью-Мексико 16 липня 1945 року.
Перша комерційна АЕС в США була запущена в Іллінойсі в 1956 році. Спочатку в атомної енергетики були великі перспективи, однак у неї були і свої критики. Аварія на АЕС Три-Майл-Айленд у 1979 році стала переломним моментом для атомної енергетики. Вартість електроенергії, виробленої АЕС почала неухильно зростати, до того ж все більшу популярність почали набувати альтернативна енергетика, в тому числі сонячна. У 1970-80-ті роки було скасовано безліч проєктів по будівництву АЕС. В даний час доля атомної енергетики США залишається неясною.

## Телекомунікації
За останні 80 років вчені США внесли незліченний внесок в дослідження і розвиток телекомунікаційних технологій. Наприклад, у число розробок корпорації Bell Labs входять світлодіод, транзистор, мову програмування C і операційні системи сімейства UNIX.
Інститут SRI International і корпорація Xerox PARC дали початок індустрії ПК.
Урядові агентства DARPA і NASA поклали початок комп'ютерних мереж ARPANET і інтернет.

## Космічна ера
Космічна ера зародилася майже одночасно з атомною. Одним з піонерів сучасної ракетної техніки став американець Роберт Годдард. У своїй невеликій лабораторії у Вустері (Массачусетс, Годдард працював над сумішшю, що складалася з рідкого кисню і газоліну. У 1926 році йому успішно вдалося запустити першу ракету з ЖРД, вона злетіла на висоту 12,5 метрів. Через 10 років Годдарду вдалося вивести ракету на висоту близько двох кілометрів, що викликало інтерес до ракетобудування у США, Великої Британії, Німеччини та Радянського Союзу.
Протягом Другої світової війни США і Радянським Союзом велася «полювання» за фахівцями в ракетобудуванні. Так, американцями була проведена операція «Скрепка» з вербування німецьких фахівців, в рамках якої був у тому числі переведений в США Вернер фон Браун.
У 1958 році США запустили свій перший штучний супутник Explorer-I, а в 1961 році вивели в космос першого американця, Алана Шепарда.
У 1969 році стартувала програма пілотованих космічних польотів, для здійснення висадки на Місяць (програма Аполлон).
З початку 1980-х діяла програма щодо використання багаторазових космічних кораблів Спейс шаттл.
У 1972 році був виведений на орбіту перший, а в 1994 році — останній з 24-х супутник GPS.
Відправлені на Марс чотири марсохода і безліч міжпланетних АМС.

## Медицина і охорона здоров'я
Так само як у фізиці і хімії, після Другої світової війни вчені США стали займати лідируючі позиції за кількістю Нобелівських премій з фізіології або медицині. Ключову роль в біомедичних дослідженнях відіграє приватний сектор економіки. Так, на 2000 рік відсоток вкладу комерційних організацій в медичну галузь становив 57 %, тоді як для некомерційних організацій цей показник становив 7 %, внесок від податкових надходжень, відповідно, 36 %. Найбільша медична установа NIH департаменту охорони здоров'я складається з 27 інститутів та дослідницьких центрів.